# Axânti (Gana)
Axânti ou Axante (em inglês: Ashanti)  é uma região de Gana, com sede em Cumasi. Seu território inclui parte do antigo Império Axânti.

## Distritos
- Adansi Norte
- Adansi Sul
- Afigya-Sekyere
- Ahafo Ano Norte
- Ahafo Ano Sul
- Amansie Central
- Amansie Leste
- Amansie Oeste
- Axante Aquim Norte
- Axante Aquim Sul
- Atwima Mponua
- Atwima Nwabiagya
- Botsomtwe/Atwima/Kwanhuma
- Ejisu-Juaben
- Ejura/Sekyedumase
- Cumasi Metropolitana
- Kwabre
- Obuasi Municipal
- Offinso
- Sekyere Leste
- Sekyere Oeste

## Demografia
| 1960      | 1970      | 1984      | 2000      | 2010      |
| 1.109.133 | 1.481.698 | 2.090.100 | 3.612.950 | 4.780.380 |